# Contopus cinereus
Contopus cinereus là một loài chim trong họ Tyrannidae.